# José Luis Sastre
José Luis Sastre (Alberic, 27 de abril de 1983) es un periodista y escritor español.

## Biografía
Estudió Periodismo en el campus que la Universidad Autónoma de Barcelona tiene en la localidad de Bellaterra.
Tras un breve periodo en Alzira Ràdio, trabajó también para Levante-EMV desde la propia Alcira y luego desde Alberique.
Entró a la Cadena SER en el año 2004. Fue escalando e integró más adelante, desde 2011, el equipo de Hora 25. Àngels Barceló lo fichó después para su Hoy por hoy, que Sastre ha llegado a dirigir.
Actualmente copresenta el pódcast Sastre y Maldonado junto con el cómico Miguel Maldonado. Ambos fueron los encargados de presentar la 71ª edición de los Premios Ondas, el 14 de noviembre de 2024.
El 5 de septiembre de 2024, publicó su primera novela titulada Las frases robadas.

## Reconocimientos
En 2024 fue galardonado con el premio Antena de Oro por su labor profesional en la copresentación en el programa Hoy por hoy.
En 2025 fue reconocido, junto con Miguel Maldonado, en los Premios Ondas Globales del Podcast con el galardón a mejor videopodcast por su espacio Sastre y Maldonado.

## Obra
- Las frases robadas. Barcelona: Plaza & Janés. 5 de septiembre de 2024. p. 264. ISBN 9788401033308.